# Большая Максанка
Большая Максанка — река в России, протекает в Кильмезском и Уржумском районах Кировской области. Устье реки находится в 19 км по левому берегу реки Максанка. Длина реки составляет 13 км.
Исток реки в лесу в 32 км к северо-западу от посёлка Кильмезь. Течёт на юго-запад, всё течение реки проходит по ненаселённому лесному массиву.

## Данные водного реестра
По данным государственного водного реестра России относится к Камскому бассейновому округу, водохозяйственный участок реки — Вятка от водомерного поста посёлка городского типа Аркуль до города Вятские Поляны, речной подбассейн реки — Вятка. Речной бассейн реки — Кама.
По данным геоинформационной системы водохозяйственного районирования территории РФ, подготовленной Федеральным агентством водных ресурсов:
- Код водного объекта в государственном водном реестре — 10010300512111100038538
- Код по гидрологической изученности (ГИ) — 111103853
- Код бассейна — 10.01.03.005
- Номер тома по ГИ — 11
- Выпуск по ГИ — 1